# Letlav
Letlav (Parmelia omphalodes) är en brun eller brungråaktig lav som växer på klippor och stenar och har stor spridning på norra halvklotet. Dess namn kommer av att den förr användes för färgning av textil (jämför leta, som är ett äldre ord för färga). En annan lav som använts för färgning och som tillhör samma släkte som letlav är färglav. 
Letlaven kännetecknas av förekomsten av ljusa pseudocypheller på bålens ovansida, samt även av att dess lober är tvärt avskurna. Det är sällsynt att apothecier förekommer och den saknar isidier.